# Newland (North Yorkshire)
Newland is een civil parish in het bestuurlijke gebied Selby, in het Engelse graafschap North Yorkshire. In 2001 telde het civil parish 198 inwoners.